# American Hockey League 1937-1938
La stagione 1937-1938 è stata la 2ª edizione della American Hockey League, a quel tempo nota come International-American Hockey League. A partire da questa stagione vennero introdotti gli All-Star Team. La stagione vide al via sette formazioni e al termine dei playoff i Providence Reds conquistarono la loro prima Calder Cup sconfiggendo i Syracuse Stars 3-1.

## Modifiche
- I Cleveland Falcons cambiarono il proprio nome in Cleveland Barons.

## Stagione regolare

### Classifiche
East Division
|  | Pos. | Squadra               | Pt | G  | V  | S  | N | GF  | GS  | DR  |
|  | ---- | --------------------- | -- | -- | -- | -- | - | --- | --- | --- |
|  | 1.   | Providence Reds       | 57 | 48 | 25 | 16 | 7 | 114 | 86  | +28 |
|  | 2.   | Philadelphia Ramblers | 56 | 48 | 26 | 18 | 4 | 134 | 108 | +26 |
|  | 3.   | New Haven Eagles      | 33 | 48 | 13 | 28 | 7 | 93  | 131 | -38 |
|  | 4.   | Springfield Indians   | 28 | 48 | 10 | 30 | 8 | 96  | 140 | -44 |

West Division
|  | Pos. | Squadra            | Pt | G  | V  | S  | N  | GF  | GS  | DR  |
|  | ---- | ------------------ | -- | -- | -- | -- | -- | --- | --- | --- |
|  | 1.   | Cleveland Barons   | 61 | 48 | 25 | 12 | 11 | 126 | 114 | +12 |
|  | 2.   | Pittsburgh Hornets | 52 | 48 | 22 | 18 | 8  | 100 | 104 | -4  |
|  | 3.   | Syracuse Stars     | 49 | 48 | 21 | 20 | 7  | 142 | 122 | +20 |

Legenda:

      Ammesse ai Playoff
Note:

Due punti a vittoria, un punto a pareggio, zero a sconfitta.

### Statistiche
Classifica marcatori
| Giocatore         | Squadra               | PG | Gol | Assist | Punti |
| ----------------- | --------------------- | -- | --- | ------ | ----- |
| Jack Markle       | Syracuse Stars        | 48 | 22  | 32     | 54    |
| Eddie Convey      | Syracuse Stars        | 48 | 19  | 33     | 52    |
| Lorne Duguid      | Cleveland Barons      | 47 | 22  | 27     | 49    |
| Les Cunningham    | Cleveland Barons      | 48 | 19  | 28     | 47    |
| Phil Hergesheimer | Cleveland Barons      | 47 | 25  | 20     | 45    |
| Charlie Mason     | Philadelphia Ramblers | 45 | 24  | 20     | 44    |
| Bill Carse        | Philadelphia Ramblers | 48 | 15  | 25     | 40    |
| Bud Cook          | Cleveland Barons      | 43 | 13  | 27     | 40    |
| Ossie Asmundson   | New Haven Eagles      | 44 | 13  | 26     | 39    |
| Murray Armstrong  | Syracuse Stars        | 35 | 7   | 31     | 38    |
|                   |                       |    |     |        |       |

Classifica portieri
| Giocatore     | Squadra                | PG | MGS  |  |
| ------------- | ---------------------- | -- | ---- |  |
| Frank Brimsek | 2 franchigie (PRO, NH) | 48 | 1.79 |  |
| Alfie Moore   | Pittsburgh Hornets     | 39 | 2.05 |  |
| Bert Gardiner | Philadelphia Ramblers  | 48 | 2.25 |  |
| Moe Roberts   | Cleveland Barons       | 45 | 2.29 |  |
| Phil Stein    | Syracuse Stars         | 48 | 2.54 |  |
|               |                        |    |      |  |

## Playoff
|  | Primo turno | Primo turno           | Primo turno      |                       |                 | Finali Division | Finali Division | Finali Division |  |  | Calder Cup | Calder Cup | Calder Cup |  |
|  |             |                       |                  |                       |                 |                 |                 |                 |  |  |            |            |            |  |
|  |             |                       |                  |                       |                 | E1              | Providence Reds | 2               |  |  |            |            |            |  |
|  |             |                       |                  |                       |                 | E1              | Providence Reds | 2               |  |  |            |            |            |  |
|  |             |                       |                  | Philadelphia Ramblers | 1               |                 |                 |                 |  |  |            |            |            |  |
|  | E2          | Philadelphia Ramblers | 2                | Philadelphia Ramblers | 1               |                 |                 |                 |  |  |            |            |            |  |
|  | E2          | Philadelphia Ramblers | 2                |                       |                 |                 |                 |                 |  |  |            |            |            |  |
|  | E3          | New Haven Eagles      | 0                |                       |                 |                 |                 |                 |  |  |            |            |            |  |
|  | E3          | New Haven Eagles      | 0                |                       | Providence Reds | Providence Reds | 3               |                 |  |  |            |            |            |  |
|  |             |                       |                  |                       |                 |                 |                 |                 |  |  |            |            |            |  |
|  |             |                       | Syracuse Stars   | Syracuse Stars        | 1               |                 |                 |                 |  |  |            |            |            |  |
|  |             |                       |                  | Syracuse Stars        | 1               |                 |                 |                 |  |  |            |            |            |  |
|  |             |                       |                  |                       |                 |                 |                 |                 |  |  |            |            |            |  |
|  |             |                       |                  |                       |                 |                 |                 |                 |  |  |            |            |            |  |
|  |             | W1                    | Cleveland Barons | 0                     |                 |                 |                 |                 |  |  |            |            |            |  |
|  |             |                       |                  | 0                     |                 |                 |                 |                 |  |  |            |            |            |  |
|  |             |                       |                  | Syracuse Stars        | 2               |                 |                 |                 |  |  |            |            |            |  |
|  | W2          | Syracuse Stars        | 2                | Syracuse Stars        | 2               |                 |                 |                 |  |  |            |            |            |  |
|  | W2          | Syracuse Stars        | 2                |                       |                 |                 |                 |                 |  |  |            |            |            |  |
|  | W3          | Pittsburgh Hornets    | 0                |                       |                 |                 |                 |                 |  |  |            |            |            |  |

## Premi AHL
- Calder Cup: Providence Reds
- F. G. "Teddy" Oke Trophy: Cleveland Barons

### Vincitori
| Providence Reds | Portiere: Frank Brimsek Difensori: Jack Crawford, Walter Kalbfleisch, Art Lesieur, Lorne Mercer Attaccanti: Bun Cook, Clarence Drouillard, Art Giroux, Red Hamill, Mel Hill, James Jarvis, Jackie Keating, Gord Kuhn, Sammy McManus, John Shewchuk, Wilfie Starr Allenatore: Bun Cook |

### AHL All-Star Team
First All-Star Team
- Attaccanti: Lorne Duguld • Bud Cook • Charlie Mason
- Difensori: Chuck Shannon • Larry Molyneaux
- Portiere: Frank Brimsek

Second All-Star Team
- Attaccanti: Jack Markle • Eddie Convey • Sam McManus
- Difensori: Walter Kalbfleisch • Art Lesieur
- Portiere: Moe Roberts